# Niceta Scolario
Niceta Scolario (in greco Νικήτας Σχολάρης?; ... – 1361) fu un aristocratico greco bizantino e uno dei principali funzionari dell'Impero di Trebisonda, fino a diventare megaduca. Niceta era un leader della fazione degli Scholarioi a Trebisonda durante le guerre civili della metà del XIV secolo.

## Biografia
I genitori di Niceta non sono documentati. Poiché Giovanni Lazaropulo chiamò una delle fazioni emerse dopo la morte dell'imperatore Basilio (6 aprile 1340) "Scholarioi", che ricorda l'antica unità militare bizantina degli Scholai, George Finlay concluse che la sua famiglia aveva origine dai membri della guardia del corpo imperiale a Costantinopoli al momento della sua caduta nella Quarta Crociata. Sebbene sia plausibile che i profughi di Costantinopoli si siano trasferiti a Trebisonda, dove hanno ristabilito le loro fortune e hanno avuto degli eredi, è più probabile che sia una coincidenza il fatto che Niceta Scolario portasse il nome di questa unità, piuttosto che i suoi antenati più prossimi avessero un incarico in essa.
Gli Scholarioi, guidati da Sebastos Tzaniches il mega stratopedarchēs, si opponevano agli Amytzarantai, che sostenevano la prima moglie dell'imperatore Basilio, l'imperatrice Irene Paleologa, salita al trono dopo la morte del marito. A seguito di una battaglia combattuta nelle strade di Trebisonda, conclusasi quando il megaduca Giovanni l'Eunuco marciò dalla Limnia e si unì alla fazione che sosteneva Irene, Niceta e Gregorio Meitzomates fuggirono a Costantinopoli. Lì convinsero Michele Mega Comneno a tornare a Trebisonda con loro e a diventare imperatore. Scortati da due o tre navi con mercenari, Niceta e Michele Comneno arrivarono a Trebisonda il 30 luglio 1341. Tuttavia, quella notte gli aristocratici sostenitori di Anna separarono Michele dai suoi sostenitori, mentre i loro seguaci armati massacravano i marinai che Niceta e Gregorio avevano portato con sé per sostenere la candidatura di Michele. Il giorno successivo Michele fu mandato in prigionia a Oinaion e pochi giorni dopo la detronizzata Irene fu imbarcata su una nave franca diretta a Costantinopoli.
Niceta e Gregorio scamparono a gravi ferite durante il contro-golpe, poiché Michele Panareto afferma che entrambi fuggirono dalla città e salparono su una nave veneziana alla volta di Costantinopoli, accompagnati da Costantino Doranite, suo figlio Giovanni e il fratello di Gregorio Meitzomates, Michele, raggiungendo la città il 10 settembre 1341. Lì reclamarono Giovanni Mega Comneno come imperatore. Giovanni accettò la loro proposta, il gruppo noleggiò tre galee genovesi e con due proprie partì da Costantinopoli il 17 agosto 1342 e prese il controllo di Trebisonda il 4 settembre.
A quanto pare, gli aristocratici che avevano scelto Giovanni erano insoddisfatti di lui, perché Niceta liberò il padre Michele dalla prigionia a Limnia e lo insediò sul trono nel maggio del 1344, facendo esiliare Giovanni nel monastero di San Saba. In cambio, Michele concesse a Niceta il titolo di megaduca, a Gregorio Meitzomates il titolo di stratopedarchēs, mentre il figlio di Gregorio fu nominato pinkernēs, Giovanni Cabasite mega Logoteta, il figlio di Niceta Scolario paracemomeno, Michele Meitzomates amytzantarios e Stefano Tzanichites ricevette il titolo di megas konostaulos. In questo modo gli Scholarioi ottennero un controllo incontrastato del governo.
Il potere degli Scholarioi si rivelò impopolare per la popolazione di Trebisonda, che si ribellò alla loro oligarchia. Nel novembre 1345 Niceta fu arrestato e imprigionato, insieme al suo socio Gregorio Meitzomates e ad altri del loro partito. L'imperatore Michele, vecchio e malato, liberò Niceta dalla prigione e gli restituì la sua precedente carica di megaduce il 13 dicembre 1349. Niceta rafforzò la sua posizione sposando la figlia di Michele Sampson, l'Intendente di Palazzo. Poi, il 22 dicembre, Niceta guidò un colpo di Stato che depose Michele e mise sul trono Giovanni, figlio dell'imperatore Basilio, che prese il nome di Alessio III di Trebisonda. Questo fu il momento di maggior potere di Niceta nell'Impero.
Da quel momento, il potere di Nicea iniziò ad indebolirsi. La giovane età dell'imperatore spinse l'irrequieta aristocrazia a tentare di rovesciarlo e sostituirlo con uno dei propri. Il primo anno e mezzo di regno di Alessio fu funestato da lotte civili, segnate dalla spogliazione di Niceta del suo ruolo e dalla sua prigionia presso Teodoro Doranite, detto Pilele. Ma Pilele, suo figlio e suo genero furono strangolati nel castello di Kenchrina nel luglio 1352, permettendo a Niceta di tornare al potere. A quel punto, il giovane Alessio aveva rafforzato la propria posizione e non aveva più bisogno di Niceta. Nel giugno 1354 il megaduca fuggì a Kerasunt, dove lui e i suoi sostenitori si prepararono a resistere ad Alessio. Per tre mesi i ribelli e Alessio negoziarono, apparentemente sperando di evitare una rivolta aperta. Nel marzo dell'anno successivo, Niceta, suo figlio il parakoimomenos e Basilio Choupakes il protovestiario condussero una flotta contro Trebisonda, senza ottenere alcun risultato; nel maggio dello stesso anno l'imperatore Alessio condusse la propria flotta contro Kerasunt e conquistò la città. Niceta, tuttavia, si trovava a Kenchrina, l'ultima roccaforte dei ribelli, che Alessio assediò prontamente. Niceta resistette a Kenchrina fino a ottobre e la resa della città pose fine alla rivolta.
Sebbene Niceta abbia trascorso il resto della sua vita al confino a Trebisonda, Alessio dimostrò la sua stima per l'ex megaduca sfilando in abiti bianchi durante il corteo funebre di Niceta, che era il colore del lutto imperiale.